# Antonio Campos
Antonio Campos (Nova Iorque, 24 de agosto de 1983) é um diretor, roteirista e produtor cinematográfico estadunidense.

## Primeiros anos
Antonio Campos nasceu na cidade de Nova Iorque no ano de 1983. É filho do jornalista brasileiro Lucas Mendes, vinculado ao grupo Globo, com a produtora estadunidense de ascendência italiana, Rose Ganguzza.

## Carreira

### No cinema
Campos iniciou sua carreira em 2008, com o filme Afterschool que estreou no Festival de Cannes. O filme também a marca a estreia do ator Ezra Miller. Os direitos do filme foram comprados pela IFC Films. Após a estreia no circuito de festivais, o filme foi lançado no cinema de 2 de outubro de 2009.  Após a estreia, dirigiu o longa Simon Killer, que estreou no Festival de Sundance e tem Brady Corbet no seu papel principal. Assim como seu longa de estreia, a IFC FIlms comprou os direitos do filme e distribui o filme nos cinemas em 2013.
No ano de 2016, lanço seu terceiro longa no Festival de Sundance, com o filme Christine que conta com a britânica Rebecca Hall no papel principal. Os direitos do filme foram comprados pela companhia The Orchard e foi distribuída pela empresa nos cinemas.  Em 2020, dirigiu o longa The Devil All The Time, para o serviço de streaming Netflix, em que conta com Robert Pattinson e Tom Holland nos papéis principais.
Além de ser um diretor e roteirista, Campos atuou como cofundador da produtora Borderline Films, que produziu filmes como James White, Katie Says Goodbye e Martha Marcy May Marlene.

### Na televisão
Campos dirigiu o piloto da série The Sinner e atuou como produtor-executivo da série. Também dirigiu episódios nas séries Homeland e The Punisher.

## Filmografia

### Cinema
Como diretor:
| Ano  | Título                 | Diretor | Roteirista | Produtor |
| ---- | ---------------------- | ------- | ---------- | -------- |
| 2005 | Buy It Now             | Sim     | Sim        | Sim      |
| 2008 | Afterschool            | Sim     | Sim        | Não      |
| 2012 | Simon Killer           | Sim     | Sim        | Não      |
| 2016 | Christine              | Sim     | Não        | Não      |
| 2020 | The Devil All The Time | Sim     | Sim        | Não      |

### Curtas-metragens
| Ano  | Título         | Diretor | Roteirista | Produtor |
| ---- | -------------- | ------- | ---------- | -------- |
| 2002 | Pandora        | Sim     | Sim        | Sim      |
| 2006 | Doris          | Não     | Não        | Sim      |
| 2005 | The Last 15    | Sim     | Sim        | Sim      |
| 2010 | Mary Last Seen | Não     | Não        | Sim      |
| 2010 | Kids in Love   | Não     | Não        | Sim      |
| 2013 | Karaoke!       | Não     | Não        | Sim      |
| 2013 | 1009           | Não     | Não        | Sim      |
| 2014 | Tzniut         | Não     | Não        | Sim      |

### Televisão
| Ano       | Título       | Diretor | Roteirista | Produtor-executivo | Notas                    |
| --------- | ------------ | ------- | ---------- | ------------------ | ------------------------ |
| 2017      | The Punisher | Sim     | Sim        | Não                | Episódio "Aço resfriado" |
| 2017-2018 | The Sinner   | Sim     | Não        | Sim                | 5 episódios              |
| 2020      | Homemade     | Sim     | Sim        | Não                | Episódio: "Anexx"        |